# Куанда (река)
Куанда (Конда) — река в Каларском районе Забайкальского края России, правый приток Витима.
Длина реки — 196 км. Площадь водосборного бассейна — 6530 км². Берёт начало из озера Леприндокан на высоте около 1056 м над уровнем моря.
Притоки: Эймнах, Сыни, Пурилаг, Баронка, Верхний Кан, Намаракит, Налегар, Сюльбан, Мокруя, Куда-Малая.
В верхнем течении долина реки неширокая, хорошо разработанная, с небольшими террасами, покрыта лиственничными лесами. Далее протекает по тектонической котловине шириной 9-11 км с пологим северным и крутым южным берегами. На подгорных шлейфах — лиственничники с примесью сосны и подлеском из берёзы Миддендорфа. Пойма реки заболочена. Ниже устья Намаракита протекает по узкому ущелью шириной 50-100 метров с обрывистыми берегами высотой более 300 м. На реке есть песчаные острова, иногда поросшие ивняком. В пойме Конды - ерники из берёзки кустарниковой, ивы, лапчатки курильской, спиреи, голубики, багульника и кассандры.